# Окулярник зелений

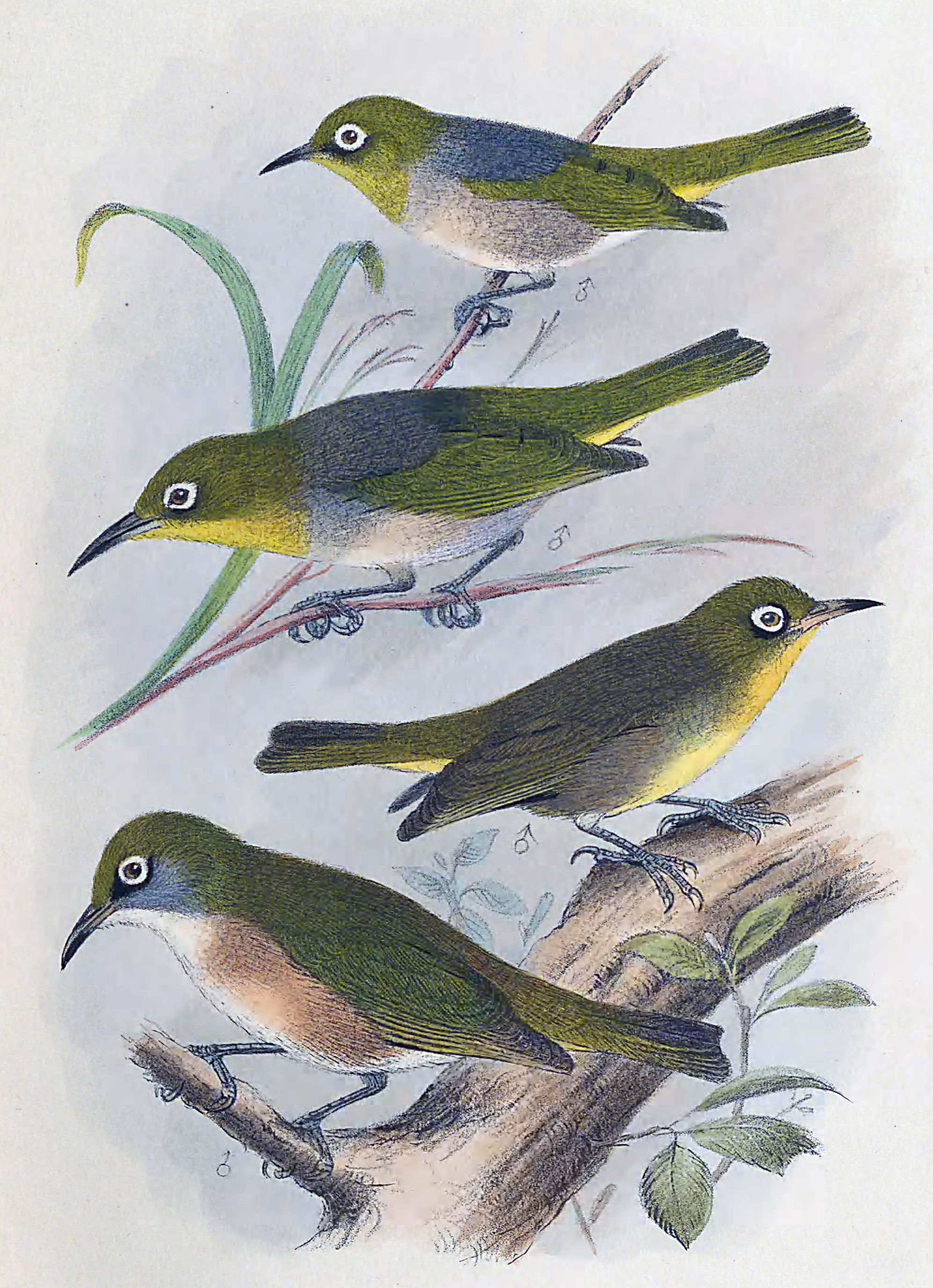
Зелені окулярники

Окулярник зелений (Zosterops strenuus) — вимерлий вид горобцеподібних птахів родини окулярникових (Zosteropidae). Він був ендеміком острова Лорд-Гав.

## Опис
Довжина птаха становила від 13 до 14,5 см. Верхня частина тіла птаха була темно-оливково-зелена, горло, хвіст і стегна жовтуваті, решта нижньої частини тіла коричнева, боки темніші, живіт білуватий. Навколо очей були характерні білі кільця. Дзьоб був чорний, лапи темно-сірими.

## Поширення і екологія
Зелені окулярники були ендеміками острова Лорд-Гав. Вони жили в рівнинних тропічних лісах і чагарникових заростях.

## Поведінка
Сезон розмноження зеленого окулярника тривав з листопада по грудень. Гніздо мало чашоподібну форму, воно було 10 см шириною і 5 см глибиною. В кладці було 2-3 синіх яйця. Зелені окулярники харчувалися плодами і зерном, фермери вважали їх шкідниками.

## Вимирання
В 1918 році поблизу острова сів на мілину корабель SS Makambo, з якого на острів втекли щури. Багато ендемічних видів птахів з острова Лорд-Гав незабаром вимерли, зокрема зелений окулярник. Під час експедицій 1928 і 1936 років дослідники не знайшли жодного зеленого окулярника.